# I'm in You
I'm in You è il quinto album in studio del musicista britannico Peter Frampton, pubblicato nel 1977.

## Tracce
Tutte le tracce sono di Peter Frampton, eccetto dove indicato.

1. I'm in You – 4:10
2. (Putting My) Heart on the Line – 3:42
3. St. Thomas (Don't You Know How I Feel) – 4:15
4. Won't You Be My Friend – 8:10
5. You Don't Have to Worry – 5:16
6. Tried to Love – 4:27
7. Rocky's Hot Club – 3:25
8. (I'm a) Road Runner (Holland-Dozier-Holland) – 3:40
9. Signed, Sealed, Delivered (I'm Yours) (Lee Garrett, Lula Mae Hardaway, Stevie Wonder, Syreeta Wright) – 3:54

## Classifiche

### Classifiche settimanali
| Classifica (1977) | Posizione massima |
| ----------------- | ----------------- |
| Australia         | 4                 |
| Canada            | 1                 |
| Germania          | 37                |
| Norvegia          | 21                |
| Nuova Zelanda     | 8                 |
| Regno Unito       | 19                |
| Stati Uniti       | 2                 |
| Svezia            | 33                |
| Svizzera          | 15                |

### Classifiche di fine anno
| Classifica (1977) | Posizione |
| ----------------- | --------- |
| Australia         | 24        |
| Canada            | 7         |
| Nuova Zelanda     | 38        |
| Stati Uniti       | 72        |